# Мйонсе
Мйонсе (пол. Miąse) — село в Польщі, у гміні Тлущ Воломінського повіту Мазовецького воєводства.
Населення — 642 особи (2011).
У 1975-1998 роках село належало до Остроленцького воєводства.

## Демографія
Демографічна структура станом на 31 березня 2011 року:
|          | Загалом | Допрацездатний вік | Працездатний вік | Постпрацездатний вік |
| -------- | ------- | ------------------ | ---------------- | -------------------- |
| Чоловіки | 342     | 72                 | 242              | 28                   |
| Жінки    | 300     | 57                 | 177              | 66                   |
| Разом    | 642     | 129                | 419              | 94                   |